# ヴィッキー・ゲレロ
ヴィッキー・ゲレロ（Victoria  Lynn Benson 、女性、1968年4月16日 - ）は、アメリカ合衆国のプロレス関係者。WWEなどで活躍したプロレスラーであったエディ・ゲレロの未亡人である。

## 来歴

### WWE
WWEへの登場は2005年からで、エディとレイ・ミステリオとの確執や、エディ死後のチャボ・ゲレロとミステリオとの抗争などに関わった。
2007年10月には、セオドア・ロングが（アングルによる）心臓発作によってスマックダウンのゼネラルマネージャーを退いたことによって、その後任となった（当初はGM代行という肩書きだったが、後に正式なGMに任命される）。就任当初は、前任のロングの路線を引き継いで善良なGMとして活動したが、エッジとの恋愛が発覚したことをきっかけにヒールターン、エッジを勝利に導くためにあらゆる手段を講じるようになる。
また、2008年にはエッジ、チャボ、カート・ホーキンス、ザック・ライダーとラ・ファミリアと称するチームを結成。数々のライバルと激しい抗争を繰り広げ、その中でジ・アンダーテイカーからリング上でツームストーン・パイルドライバーを浴びる羽目にもなった。
エッジとは（アングルによる）結婚をするが、程なくしてエッジの浮気が発覚して激怒。サマースラムにてエッジにテイカーとヘル・イン・ア・セルで戦わせるという制裁を加え、敗れたエッジが長期欠場に追い込まれたことで、一旦は破局したかのように思われた。しかし、サバイバー・シリーズでのトリプルHとウラジミール・コズロフとのWWE王座戦に介入、試合をトリプルスレットマッチに変更して欠場明けのエッジを途中参加させるという強権発動によって、エッジをチャンピオンに返り咲かせることに成功し、関係が復活する。
ストーリー展開では試合に出場したり、レフェリーを務めることがある。また、スマックダウンに女子王座がなかったことから、2008年7月にディーヴァズ王座を創設した。2009年3月には、RAWのGMであったステファニー・マクマホンが抗争で負傷したため、その代行も務めるようになった。4月1日には公式サイトで妊娠したことが発表されたが、これはジョン・シナの発案によるエイプリルフールのジョークであった。レッスルマニア25の後、正式にRAWのGMに就任し、スマックダウンのGMからは退任（後任はセオドア・ロング）することが発表された。
RAWのGM就任後はビッグ・ショーとの不倫がジョン・シナによって暴露され、ビッグ・ショー、エッジとの三角関係が展開された。その後は、サンティーノ・マレラから豚呼ばわりされたのをきっかけに、マレラの妹サンティーナと「ミス・レッスルマニア」の座を巡る抗争を展開。一度はRAWでミス・レッスルマニアをサンティーナから奪うも、6月7日のExtreme Rulesでの豚小屋マッチで敗れ、ミス・レッスルマニアの座を失う。マレラ兄妹との抗争中にはチャボ、リーガル、マットをGMの特権を利用して協力させたりしていた。
エクストリーム・ルールズの翌日のRAWで「RAWを根底から揺るがす発表を行なう」と宣言して自らのGM辞職を表明。するとエッジが現れ、職権を利用するために結婚したことを激白して離婚へ。この放送を最後にWWEを退団した（アングルではなく正式に退団）。
その後10月にスマックダウン10周年の記念特番が放送された際に新しい恋人(アングル上)のエリック・エスコバーを連れて再びWWEに登場し、以降エスコバーのマネージャーとして活動する。11月には会長のビンス・マクマホンによりスマックダウンの相談役に任命される。その後GMのセオドア・ロングにエスコバーとジョン・モリソンのIC王座戦を半ば無理やりに組ませた。しかしエスコバーが王座奪取に失敗したことに怒り試合後のエスコバーに平手打ちをし別れを告げ、エスコバーとの恋人アングルは終了した。その後はドルフ・ジグラーと恋人アングルが開始され、権力を使うことでジグラーは8月6日のスマックダウンでコフィ・キングストンからIC王座を奪取、さらに何度も再戦が組まれたが幾度となく卑怯な手段を使ってジグラーに防衛させ続けた（恋人ギミックとしては、一度NXTシーズン3で指導しているケイトリンとの不倫が発覚し、三角関係となっていたことがあるが、そこはケイトリンが身を引く形で終わる）。その後も、ジグラーがIC王座を失ったすぐ後に世界王座第一挑戦者決定戦に参加させたり、その後のジグラー対エッジの世界王座戦線にて権力を使い続けエッジの不利に働き、ついには王座剥奪、ジグラーの戴冠にまで至ったが、直後に復帰（ジグラーに暴行を受け昏睡状態だった）したテディ・ロングGMによってエッジ対ジグラーが再度組まれ、エッジが王座を獲ったばかりか、ジグラーも自身もクビになってしまうのだった。
その後、匿名のRAWGMによってジグラーと共にRAW出場の契約をし、またも卑怯な妨害を使ってキングストンからUS王座を奪取させる。その後もジグラーとの恋人関係は続いていたが、彼女のトレーナーとしての腕を買ったジャック・スワガーも加え、二人のマネージャーとなり、いつしか恋人ギミックは消滅していた。3人の出世のための様々な手段を講じるが、不仲になったことからジグラー対スワガーを行わせ、負けたスワガーを追い出し、再びジグラーを王者にし自らも出世するために活動をするようになる。
2012年終盤、GMのAJ・リーがジョン・シナといい仲であると中傷し、それによってAJを解任させることに成功。さらに自らが運営監督となる。しかし、年末に会長に脅され、TLCにてジグラーにとって不利なシナとのマネー戦を組まされ、怒ったジグラーに振られてしまった。さらにジグラーがAJと付き合うようになったことで、何度か怒りの矛先を向け、2013年に入ると、ロイヤルランブルの出場順を選ぶ権利を得たジグラーに「あなたが選べるのは1番か2番だけ」と言ったり、ジグラーが以前追い出したクリス・ジェリコを復帰させるなどした。
6月頃からマクマホン会長やHHH、ステファニー・マクマホンによって権力の板挟みになる光景が増え、7月の査定によって運営監督を解任された。怒り狂ったが、彼女を買っている会長によって、再びスマックダウンGMの座を得た。
2014年6月頃にレインズの策略ではあるものの、ステファニーに細工入りのコーヒーを飲ませ体調を崩させ、6月23日に解雇騒ぎとなる。最後のチャンスとしての、ステファニーとの泥んこマッチ（ストーリー設定上とても臭いらしい泥のプールに入ると負け、解雇）で3人のディーヴァを呼ばれるなどして負けてしまい、解雇されてしまうものの、直後ステファニーをプールに落とすことに成功、観客から大声援を受けつつWWEを退団した（ギミックではなく、以前からWWEに退団できるよう要望していた）。
WWE退団後は製薬会社に勤務していたが、2016年7月4日のRAWに2年ぶりに登場。さらに2018年1月28日、ロイヤルランブル2018の女子ロイヤルランブル戦に16番目に登場。しかしすぐにサーシャ・バンクス、ベッキー・リンチ、ミシェル・マクール、ルビー・ライオットの4人によって退場させられた。

### AEW
2019年12月11日にAEWのYouTubeチャンネル内の番組、｢AEW Dark｣にゲストとして出演した。
2023年6月末でAEWを退団

## ギミック
ステージへの登場時やマイクアピールに対して観客のブーイングが鳴り止まないときなど、"Excuse me!"と連呼するのが定番となっており、これを抗争中のレスラーからからかわれている。また、ヒールながらも試合内容に関しては中立的な内容になっている。

## プライベート
エディ・ゲレロとは1990年4月に結婚。2人の間には2人の娘が誕生した。